# Zutty Singleton

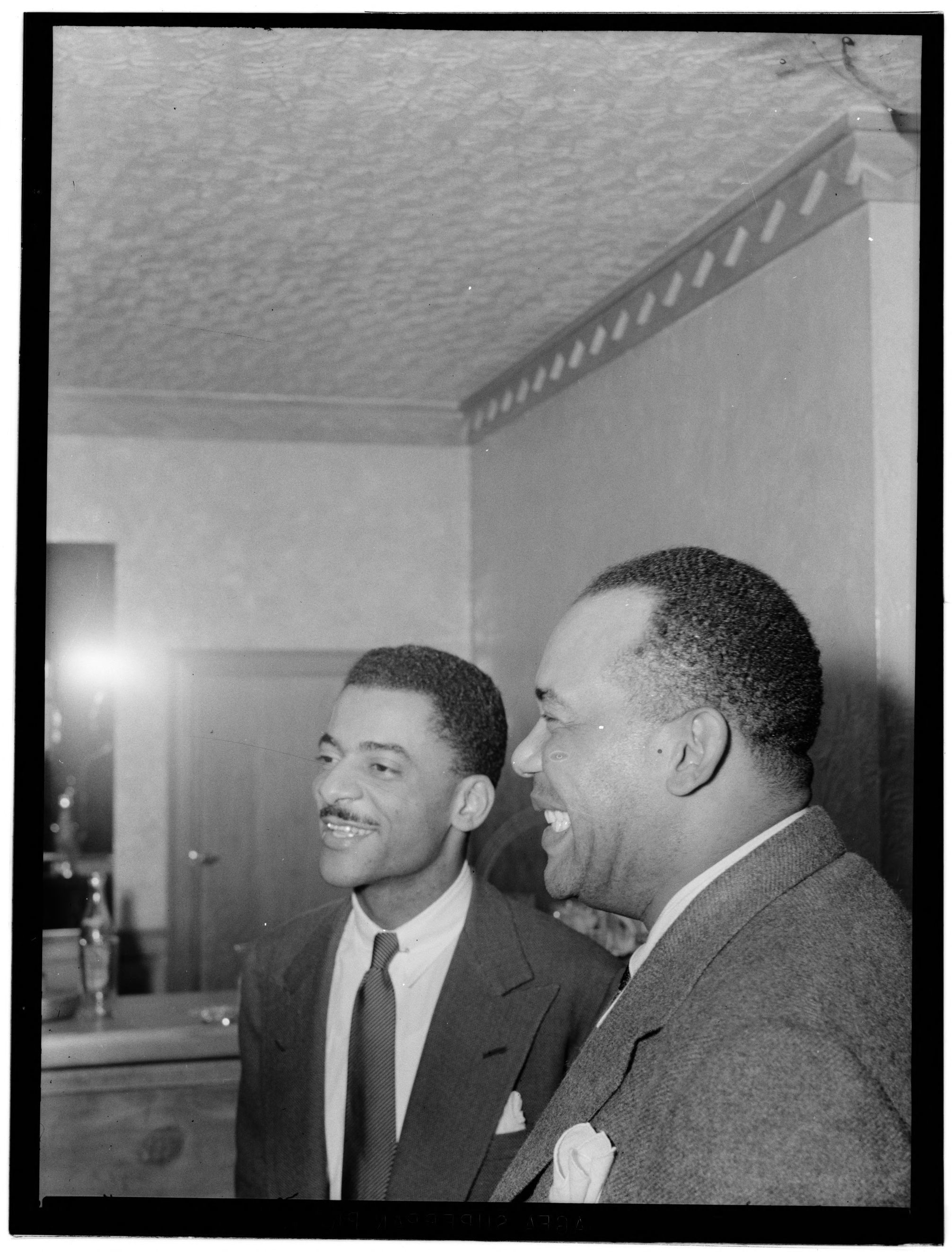
Zutty Singleton und Teddy Wilson (links), Fotografie von William P. Gottlieb, ca. 1947

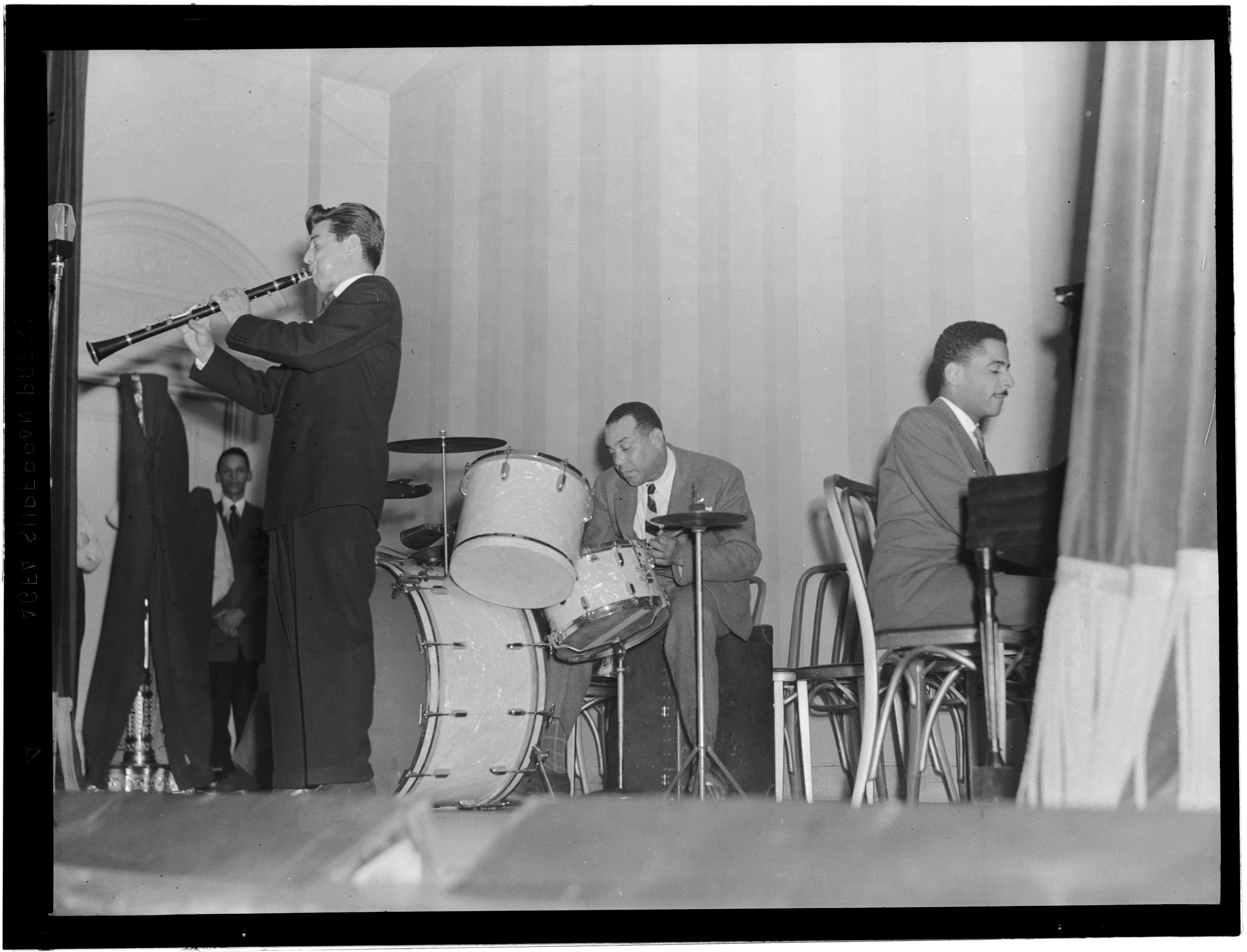
Zutty Singleton mit Joe Marsala (links) und Teddy Wilson (rechts), Fotografie von William P. Gottlieb, ca. 1939

Arthur James „Zutty“ Singleton (* 14. Mai 1898 in Bunkie, Louisiana; † 14. Juli 1975 in New York City) war ein wichtiger Schlagzeuger des New Orleans Jazz, bekannt durch die Hot-Five-Aufnahmen von Louis Armstrong.

## Leben und Wirken
Singleton wuchs in New Orleans auf, wo er 1915 als Schlagzeuger in der Band von Steve Lewis auftrat. Im Ersten Weltkrieg war er in der US-Marine und wurde verwundet. Nach der Rückkehr nach New Orleans spielte er in zahlreichen Bands (Papa Celestin, Big Eye Louis Nelson Delisle, John Robichaux, in den Flussschiff-Bands von Fate Marable u. a.) und spielte auch kurz in St. Louis in der Band von Charlie Creath, dessen Schwester Marge er heiratete. Zurückgekehrt nach New Orleans blieb er dort jedoch nicht lange, sondern folgte nach einem Jahr dem allgemeinen Zug vieler Jazzmusiker nach Chicago. Hier spielte er mit Doc Cooke, Dave Peyton, Jimmie Noone und in Theater-Bands, bevor er mit Louis Armstrong zusammenarbeitete. Unter anderem war er 1928 an Aufnahmen der Hot Five beteiligt (Hot Fives & Sevens).
Der Versuch, mit Armstrong und Earl Hines einen eigenen Club zu eröffnen, schlug fehl, und er ging 1929 mit Armstrong nach New York, wo er außer mit Armstrong mit Bubber Miley, Tommy Ladnier, Fats Waller (1931), Jelly Roll Morton und Otto Hardwick spielte sowie in der Begleitband von Bill Robinson. 1933 kehrte er wieder nach Chicago zurück, um für Carroll Dickerson zu arbeiten. Ab 1937 war er wieder in New York und arbeitete mit Roy Eldridge, Mezz Mezzrow und Sidney Bechet. 1941 spielte in der Formation The Three Deuces mit Pee Wee Russell und Joe Sullivan, mit denen er einige Titel für Commodore einspielte.
1941 zog er nach Los Angeles, wo er in den Musikfilmen „Stormy Weather“ (1943), „New Orleans“ (1947) und „Young Man with a Horn“ (1950) mitwirkte und als Studiomusiker sowie mit eigenen Bands spielte; er blieb dort bis 1951. Später arbeitete er mit Musikern wie Slim Gaillard, Wingy Manone, Eddie Condon, Nappy Lamare, Art Hodes, Hot Lips Page, Max Kaminsky und Steve Lacy. Ein 1970 erlittener Schlaganfall beendete seine Karriere. Singleton setzte sich zur Ruhe und starb fünf Jahre später.
Er war einer der einflussreichsten Drummer des frühen Jazz, wo er Soli und den Einsatz von Jazzbesen popularisierte.